# ریچارد ماروین
ریچارد ماروین (انگلیسی: Richard Marvin) آهنگساز و موسیقی‌دان اهل ایالات متحده آمریکا است.

## گزیدهٔ آثار
- گریم (۲۰۱۱)
- بدل‌ها (۲۰۰۹)
- شش فوت زیر زمین (۲۰۰۱)
- گردان گمشده (۲۰۰۱)
- یو-۵۷۱ (۲۰۰۰)
- ۳ نینجا (۱۹۹۲)